# Графф, Антон
Анто́н Графф, Граф (нем. Anton Graff; 18 ноября 1736, Винтертур, Цюрих — 22 июня 1813, Дрезден) — немецкий живописец-портретист, миниатюрист и гравёр швейцарского происхождения. Один из самых популярных и деятельных портретистов Германии второй половины XVIII века. Сохранилось около двух тысяч произведений художника. В конце XVIII века он стал фактическим создателем романтического и, одновременно, документального портрета женщин и мужчин Германии. Он был любимым портретистом немецкоязычных поэтов и мыслителей эпохи Просвещения, веймарского классицизма и раннего романтизма.

## Биография
Антон Графф родился в семье ремесленника из Винтертура, Северная Швейцария, он был седьмым ребёнком в многодетной протестантской семье Ганса Ульриха Графа и Барбары Граф, урождённой Коллер из Цюриха. Он был крещён с именем Антоний, которое ранее получил его старший брат, умерший спустя год после рождения (1733—1734). Вероятно поэтому Графф всегда называл себя Антоном, а свои рисунки и гравюры он часто подписывал фамилией с двумя буквами «ф», так и закрепилось в дальнейшем.
В 1753 году Графф начал изучать рисунок и живопись в художественной школе Иоганна Ульриха Шелленберга, специализировался на портретной живописи. Через три года уехал из Винтертура в Аугсбург. Там он работал с гравёром Иоганном Якобом Хайдом. С рекомендательным письмом от последнего он переехал в Ансбах, где трудился у придворного художника Леонхарда Шнайдера до 1759 года. Графф часто ездил в Мюнхен, чтобы изучать картины музейных коллекций.
В 1759 году он вернулся в Аугсбург, а затем переехал в Регенсбург. В 1765 году он вернулся в Винтертур и Цюрих. Именно там он получил приглашение от Кристиана Людвига фон Хагедорна, недавно назначенного директора созданной дрезденской Академии изобразительных искусств, подать заявку на должность преподавателя. Графф колебался, он думал, что недостаточно хорош, чтобы работать при княжеском дворе Саксонии. Чтобы дать Хагедорну представление о своем таланте, он отправил автопортрет. Он прибыл 16 января 1766 года в Дрезден и был так хорошо принят, что всего через день Хагедорн составил трудовой договор Граффа.7 апреля 1766 года Графф прибыл в Дрезден, где был назначен придворным художником и преподавателем портретной живописи в академии. Он сохранил должность в академии пожизненно, хотя получал более высокооплачиваемые предложения. В начале 1788 года прусский министр Фридрих Антон фон Хейниц сделал Граффу предложение работать в Прусской академии искусств в Берлине. 7 мая 1789 года Графф сообщил об этом графу Камилло Марколини, генеральному директору Дрезденской академии искусств. Марколини отреагировал немедленно. 20 июня 1789 года Графф был назначен профессором портретной живописи в Дрезденской академии.
Графф создал портреты почти 1000 своих современников. На них изображены великие личности того времени, в частности, Готхольд Эфраим Лессинг, Мозес Мендельсон, Иоганн Готфрид Гердер, Фридрих Шиллер, Христиан Феликс Вейсе, Христоф Виллибальд Глюк, Генрих фон Клейст и Даниэль Николаус Ходовецкий, Фридрих Гедике.
Многие были его друзьями, как Иоганн Вольфганг фон Гёте, с которым он познакомился в Дрездене в 1768 году. Графф был любимым портретистом немецкой, русской, польской и балтийской аристократии. Среди прочих он изобразил Станислава Костку Потоцкого. Среди его самых важных моделей были российская императрица Екатерина Великая и Фридрих Великий Прусский. Портрет Фридриха считается шедевром художника. Современники утверждали, что это лучший, самый точный портрет Фридриха. Картина выставлена во дворце Сан-Суси в Потсдаме. Фридрих Великий никогда не позировал Граффу. Однако Графф получил разрешение наблюдать за Фридрихом на военном параде в 1781 году. Это дало художнику возможность изучить физиономию и составить характерный образ короля. Считается, что образцом для подражания в области портретной живописи для Граффа был французский придворный художник Гиацинт Риго.
В 1796 году по заказу российской императрицы Екатерины II для санкт-петербургского Императорского Эрмитажа Графф копировал ряд картин из Дрезденской галереи.
В последние годы своей жизни Графф обратился к пейзажной живописи и создал манеру, которая предвосхитила импрессионизм. Под влиянием его пейзажного творчества находились многие художники немецкого романтизма, включая Филиппа Отто Рунге, Каспара Давида Фридриха и Фридриха Георга Вейча.
Графф был общительным человеком. Он поддерживал дружеские отношения со многими своими моделями, деловыми партнёрами и коллегами, такими как польский гравер Даниeль Ходовецкий, швейцарские художники Саломон Гесснер, Адриан Цинг и саксонский гравёр Иоганн Фридрих Баузе. Последний воспроизвёл многие портреты Граффа в виде гравюр. Это сделало имя Граффа и его произведения хорошо известными публике. Графф часто ездил в Берлин. Его тесть, Иоганн Георг Зульцер, познакомил его с членами прусского двора. Он стал очень популярен среди прусской аристократии. В 1778 году он завершил свою короткую автобиографию словами: «Я многим обязан Берлину» (Berlin habe ich viel zu verdanken).
16 октября 1771 года Графф женился на Элизабет Софи Августе Зульцер, прозванной Густе (Guste). У них было пятеро детей (трое умерли в детстве). В 1803 году Графф перенёс операцию по удалению катаракты. Его жена Элизабет умерла в 1812 году. Сам Графф скончался от брюшного тифа 22 июня 1813 года в Дрездене. Ему было семьдесят шесть лет. Он оставил своим двум выжившим детям, Каролине Сюзанне (она вышла замуж за художника Карла Людвига Каза, ученика Граффа) и Карлу Антону (он стал пейзажистом), состояние в 40 000 талеров.[13] Графф был похоронен в Дрездене. Его могила не сохранилась.
Антон Графф оставил потомкам выдающуюся панораму личностей своего времени, среди которых едва ли был великий князь, государственный деятель, полководец, учёный, поэт, художник или торговец Германии, который не заказал бы своего портрета. Таким образом, портреты Граффа представляют собой важные исторические документы. Ещё при жизни Антон Графф и его творчество получили высокую оценку и признание.
Многие произведения Граффа находятся в музеях и частных коллекциях в Швейцарии (Музей Оскара Рейнхарта), Германии (Государственные художественные собрания Дрездена), России (Эрмитаж), Эстонии (Дворец Кадриорг, Таллин) и Польше (Национальный музей, Варшава).
В честь своего знаменитого гражданина Техническая профессиональная школа в его родном Винтертуре (Berufsbildungsschule Winterthur, BBW) назвала своё здание именем Граффа (Anton-Graff-Haus). В Винтертуре и Дрездене есть улицы, названные в честь Антона Граффа. Юбилейные выставки 2013 года прошли в Музее Оскара Рейнхарта в Винтертуре и в Старой национальной галерее в Берлине.

## Галерея
- Автопортрет. 1805 ил 1806. Холст, масло. Галерея старых мастеров, Дрезден
- Автопортрет. 1813. Холст, масло. Старая национальная галерея, Берлин
- Портрет Фридриха Великого. 1781. Холст, масло. Дворец Сан-Суси, Потсдам
- Портрет Готхольда Эфраима Лессинга. 1771. Холст, масло. Собрание Университета, Лейпциг
- Фридрих Шиллер. Холст, масло. Городская художественная галерея, Дрезден
- Иоганн Готфрид Гердер. 1785. Холст, масло. Литературный музей Глеймхаус, Хальберштадт
- Мозес Мендельсон. 1771. Холст, масло. Еврейский музей, Берлин
- Сенатор А. И. Дивов. 1794. Холст, масло. Историко-художественный музей, Серпухов
- Е. П. Дивова. 1794. Холст, масло. Государственный музей изобразительных искусств имени А. С. Пушкина, Москва
- Элизабет Зульцер. 1765 или 1766. Холст, масло. Частное собрание
- Брат Фридриха Великого, принц Генрих Прусский. После 1785. Холст, масло. Германский исторический музей, Берлин
- Генрих фон Клейст. Ок. 1808. Холст, масло. Музей дрезденского романтизма (Кюгельгенхаус), Дрезден
- Элиза фон дер Рекке. 1797. Холст, масло. Старая национальная галерея, Берлин
- Констанция Ржевуска. 1789. Холст, масло. Львовская национальная галерея искусств
- Кристина фон Брюль. 1795. Холст, масло. Городская художественная галерея, Дрезден